# Котенко, Степан Михайлович
Степан Михайлович Котенко — советский военный, государственный и политический деятель, генерал-майор.

## Биография
Родился 30 ноября 1902 года. Член ВКП(б).
С 1920 года — на военной службе, общественной и политической работе. В 1920—1950 гг. — красноармеец, на службе в пограничных войсках СССР, начальник 5-го отдела Управления Краснознаменных погранвойск НКВД Приморского округа, заместитель начальника войск по разведке, начальник погранвойск НКВД Таджикского округа, начальник 5-го отдела, заместитель начальника войск по разведке Управления погранвойск МВД Закарпатского округа.
Избирался депутатом Верховного Совета СССР 2-го созыва.
Умер 21 ноября 1966 года. Похоронен в Ростове-на-Дону на Братском кладбище.